# Gabriel Teca
Gabriel Teca (2. veljače 1991.) je angolski rukometaš. Nastupa za klub Primeiro de Agosto i angolsku reprezentaciju.
Natjecao se na Svjetskom prvenstvu u Francuskoj 2017., gdje je reprezentacija Angole završila na 24. mjestu, u Danskoj i Njemačkoj 2019. (23.), te u Egiptu 2021. (30.).
S reprezentacijom je osvojio brončanu medalju na afričkom prvenatvu u  Egiptu 2016.